# A&W Restaurants
Pour les articles homonymes, voir A&W.
A&W Restaurants, Inc. est une chaîne de restauration rapide américaine.
La compagnie tire son nom des fondateurs Roy Allen et Frank Wright.
Jusqu'en 1972, les chaînes américaine et canadienne étaient affiliées, puis elles se sont séparées parce qu'elles poursuivaient des objectifs différents.
La chaîne appartient en 2020 à la société A Great American Brand.

## Histoire
A&W naquit en 1919 à Lodi en Californie lorsque Roy Allen et Frank Wright lancèrent un partenariat pour vendre des root beer. Ils nommèrent leurs boissons A&W Root Beer d'après leurs noms. Deux ans plus tard, Allen racheta les parts de Wright et commença à  franchiser ses produits.
En 1960, il existait 2 000 restaurants. En 1971, une brasserie fut lancée pour vendre leurs produits dans d'autres commerces.
La filiale canadienne fut vendue en 1972 et opère sous le nom de A&W Food Services of Canada.
Aux États-Unis et en Asie du Sud Est, A&W Restaurant appartient à Yum! Brands. La plupart des restaurants qui ont ouvert récemment aux États-Unis ont été conçus en partenariat avec d'autres chaines du même groupe telles que Long John Silver's (restaurant de poissons frits),  Taco Bell (spécialités mexicaines) ou  KFC (restaurant de poulet frit).

## Identité visuelle

Ancien logo utilisé au Canada jusqu'en 2009.
Logo actuel utilisé aux États-Unis.